# Étienne de Montfaucon
Étienne de Montfaucon, (né en 1325, décédé en 1397) est seigneur de Montfaucon et comte de Montbéliard de 1367 à sa mort.

## Biographie
Durant les dernières pérégrinations guerrières de son père Henri Ier, Étienne, nouveau comte de Montbéliard, qui avait épousé Marguerite de Chalon-Arlay en 1354, commandait déjà toutes choses au pays. Il disposait de 300 vassaux répartis sur les terres de la Comté-Franche, dans le pays de Montbéliard, dans les châtellenies de Granges, de Clerval, de Passavant, d'Étobon, dans le Val de Morteau, ou à Marnay, près de Gray, à Montfaucon et en Suisse dans le Pays de Vaud, à Orbe, Yverdon, Échallens.
Le comte Étienne, devenu âgé et veuf, régnait depuis trente ans sur le comté. Il fut cruellement marqué, car tous ses enfants disparurent de son vivant. À la mort en couches de sa fille Jeanne en 1389, il se retira dans le château de ses ancêtres à Montfaucon, la mort ayant entre-temps emporté un à un tous ses fils.
L'aîné, Henri II de Montfaucon, sire d'Orbe (ville située en Suisse non loin dYverdon dans le canton de Vaud) avait donné au comte Étienne quatre petites-filles, dont l'aînée se prénommait Henriette. Puis il s'était croisé contre le sultan Bayezid Ier. Henri II disparut en 1396 (13/03) en Hongrie, lors de la bataille de Nicopolis (aujourd’hui Nikopol en Bulgarie). Son père envoya des émissaires à sa recherche. En vain...
Ainsi, Étienne, dernier comte de Montbéliard, de l'illustre famille de Montfaucon, sans hoirs directs à qui transmettre la succession, comprit le danger qui menaçait ses terres. En 1397, il fit donc, par testament, coucher la transmission de ses biens (s'agissant du comté de Montbéliard et ses dépendances) à Henriette, l'aînée de ses quatre petites-filles, qui avait dix ans et, par jeu politique, la fiança avec Eberhard IV, jeune prince du Wurtemberg, duché situé dans l'Empire. Le petit prince était âgé de neuf ans. Les sœurs d'Henriette, Marguerite, Jeanne et Agnès obtinrent d'autres compensations.  
Les fiançailles d'Henriette eurent lieu le 13 novembre 1397 au château de Montbéliard.  Mais la date et les circonstances de son mariage sont incertains (probablement 1407 à Stuttgart). Dans les faits, le comte Étienne ne put assister aux fiançailles. Il avait déjà reçu les sacrements de l'Église le 2 novembre, et ses funérailles eurent lieu le 19 suivant. Les trois dernières filles furent prises en  tutelle par Henri, comte de la Roche / Saint-Hippolyte.
Le comté de Montbéliard passa ainsi dans la Maison de Wurtemberg (avec quelques soubresauts de souveraineté) jusqu'à la Révolution française de 1789.

## Famille

### Ascendance
Étienne est le fils d'Henri Ier de Montfaucon et d'Agnès de Montbéliard, la troisième fille de Renaud de Bourgogne, et héritière du comté de Montbéliard.

### Mariage et enfants
Il épouse le 19 août 1354 Marguerite de Chalon-Arlay, (1338-1392), fille de Jean II de Chalon-Arlay. Son épouse lui donne quatre enfants : 
- Henri II l'aîné, (1360 - 1396), seigneur de Montbéliard et sire d'Orbe et d'Echallens (Suisse). Mariage avec Marie de Châtillon, fille de Gaucher de Châtillon – petit-fils du connétable Gaucher V ; vicomte de Blaigny – et de Jeanne de Coucy fille de Guillaume Ier. Henri II décède à la bataille de Nicopolis contre les Ottomans. Leur premier enfant Henriette d'Orbe  héritera du comté de Montbéliard en 1397.
- Jean-Philippe de Montfaucon[1], (1364 - 1382). Il meurt à la suite d'une épidémie de peste lors d'une expédition menée par le comte Amédée VI de Savoie pour soutenir Louis d'Anjou qui souhaite recouvrer le royaume de Naples.
- Louis (mort en bas âge)
- Jeanne (? - 1389), x Jean de Chalon de Châtel-Belin, † 1396 à Nicopolis, fils de Tristan et petit-fils de Jean II de Châlon-Auxerre

Il eut un fils naturel : Henri, qui fonde la Maison de Franquemont.

## Sources
- D. Seigneur, Le Roman d'une principauté, Éditions Cêtre, Besançon.
- D. Seigneur, Les Sires de Montfaucon au XIVe siècle. Éditions Edilivre.
- Roglo, Étienne de Montfaucon, .
- Fabpedigree, Étienne de Montfaucon, .
- Geneall, Stephan, Graf von Mömpelgard .
- Médiéval Généalogie, Étienne de Montfaucon,